# Борнаско (Павија)
Борнаско (итал. Bornasco) је насеље у Италији у округу Павија, региону Ломбардија.
Према процени из 2011. у насељу је живело 1371 становника. Насеље се налази на надморској висини од 83 м.

## Становништво
| 1936. | 1951. | 1961. | 1971. | 1981. | 1991. | 2001. | 2011. |
| ----- | ----- | ----- | ----- | ----- | ----- | ----- | ----- |
| 1.205 | 1.277 | 1.137 | 881   | 826   | 1.004 | 1.677 | 2.589 |